# Vargasiellinae
Las Vargasiellinae es una subtribu dentro de las Orchidaceae.
El nombre se deriva del género Vargasiella, que es un género raro y poco conocido de especies de orquídeas epífitas, que se caracterizan por un crecimiento monopodial y una inflorescencia racemosa.

## Taxonomía y filogenia
La subtribu Vargasiellinae fue originalmente mencionada por Dressler en 1993 con el género Vargasiella en su lugar. Ese acuerdo ha sido confirmado ahora por Romero y Carnevali (1993) y Dariusz Szlachetko (1995).

## Géneros
- Vargasiella